# Gudumholm
Gudumholm is een plaats in de Deense regio Noord-Jutland, gemeente Aalborg. De plaats telt 757 inwoners (2008).